# Munitionsdepot Kotowo
Das Munitionsdepot Kotowo ist ein Munitionslager unmittelbar östlich von Kotowo, Oblast Nowgorod. Es liegt etwa 100 km östlich von Weliki Nowgorod. Es ist das 13. Arsenal der Hauptverwaltung für Raketen und Artillerie. Es hat eine Gesamtfläche von etwa 3 km². Es ist etwa 680 km von der ukrainischen Grenze entfernt.